# Dumitru Petrovan
Dumitru I. Petrovan, ortografiat și Dumitru Petrovanu, (n. 21 februarie 1885) a fost un general român care a luptat în cel de-al Doilea Război Mondial.
Grade: sublocotenent - 01.07.1906, locotenent - 10.05.1910, căpitan - 01.04.1914, maior - 01.04.1917, locotenent-colonel - 01.04.1919, colonel - 01.04.1926, general de brigadă - 16.10.1936, general de divizie - 08.06.1940.
A fost înaintat la gradul de general de divizie cu începere de la data de 8 iunie 1940.
Generalul (r.) inginer Dumitru Petrovanu a fost numit la 15 noiembrie 1944 în funcția de secretar general la Ministerul Producției de Război, în locul col. (r.) Ștefan Stoika.